# 菅原明子
菅原 明子（すがはら あきこ、1947年8月8日 ‐ ）は、健康関係の民間の研究家。京都府出身。保健学博士。マイナスイオンの研究家として知られる。

## 人物
1973年、お茶の水女子大学大学院食物学研究所卒。1976年、東京大学医学部疫学教室にて博士課程修了。
歌手のすがはらやすのりは夫、ミュージシャンのGONGONと漫画家のSOTAは息子、実業家の菅原麗子は娘である。また、夫の従妹にTBSアナウンサーの長峰由紀がいる。

### マイナスイオン研究
マイナスイオンに関する研究レポートや論文発表、書籍の発刊のみならず、新聞や雑誌にもマイナスイオンに関する記事を寄稿する。また、関西テレビ『発掘!あるある大事典』の第268回「マイナスイオン」（放送日：2002年1月27日）に出演して解説を行うなど、様々なメディアを利用して、マイナスイオンのブームを造り上げた。同時期にメディアによるマイナスイオンを広めた者に、堀口昇・山野井昇らがいる。

### NHK経営委員会委員
2002年12月にNHK経営委員会委員に就任。
2007年12月25日に開かれたNHK経営委員会での席上で、福地茂雄（アサヒビール相談役）を次期会長に選出することに対し、福地と古森重隆経営委員長の関係が以前から親密であることから、就任後に緊張感をもった関係を保てない可能性があると反対し、元時事通信社解説委員長・元日本銀行副総裁の藤原作弥を推薦した。しかし審議の過程で、藤原が会長選任の欠格事項に当たる毎日新聞社の非常勤監査役を務めていることが判明し、また藤原に対しても、あらかじめ会長就任の意思確認を取っていなかったことが判明した。事前の12月19日には、保委員とともに独自に緊急記者会見を開くなどして経営委員会の不正確な備忘録を公開し、古森委員長の運営方針を「独断的だ」などと批判していた。25日の委員会で古森委員長らから「礼を失している」、「侮辱的だ」、「事実に反する」などと激しく批判された。こうした動きの背景には、菅原と当時のNHK執行部との癒着があると指摘する報道もある。翌2008年1月31日に、総務省に経営委員の辞表を提出した。

## 著作

### 日本語の著作
- つやぷる美肌のアジアンスイーツ（司書房、2006年） ISBN 978-4812815229
- 美人を作る韓国食 Daily Cooking（地球丸、2006年） ISBN 4-86067-122-8
- おいしい!糖尿病レシピ（生活情報センター、2005年） ISBN 978-4861261954
- 元気できれいになる更年期レシピ（主婦と生活社、2005年） ISBN 978-4391620085
- 発芽玄米ダイエットレシピ（生活情報センター、2004年） ISBN 978-4861261589
- ビーンズレシピ（オレンジページ、2004年） ISBN 978-4873032894
- マイナスイオンの秘密―心を癒し健康をつくる（PHP研究所、2003年） ISBN 978-4569579023
- マイナスイオンが効く!!（新星出版社、2002年） ISBN 978-4405090767
- すぐに役立つ五訂食品成分表（池田書店、2001年） ISBN 978-4262128382
- ウイルスの時代がやってくる（第二海援隊、2001年） ISBN 978-4925041591
- 波動の食品学（高輪出版社、1995年） ISBN 978-4795260139

### 中国版の著作
- 更年期に勝つ
- 美人をつくる黒い食物
- 日本食が長寿をつくる
- 糖尿病に勝つ
- 日本食が非行を防ぐ

その他、マイナスイオン及び食品等に関する多数の著作がある。

## 出演番組
- BS朝日『菅原明子の地球大好き未来便』
- ラジオ日本『菅原明子のエッジトーク』